# Ato Delaquis
Ato Delaquis (Ghana, 1945) è un artista ghanese.

## Pratica artistica
Ato Delaquis è conosciuto come uno dei principali pittori del Rinascimento ghanese. Delaquis negli anni settanta era ben noto per la rappresentazione di mercati urbani, autobus e bar. Ha iniziato a mostrare nelle sue opere d'arte il mercato urbano del Ghana includendo qualsiasi immagine nelle sue opere. Negli anni Novanta ha anche rappresentato il primo venditore di mercato in possesso di un telefono cellulare. A poco a poco ha cominciato ritraendo musicisti jazz nero al posto dei musicisti di corno tradizionale. Con molta attenzione, e su una scala molto piccola, ha cominciato a parlare contro la povertà e la disoccupazione elevata in Ghana.

## Mostre
- London (UK). Africa Centre. ATO DELAQUIS. 1988.
- ACCRA (Ghana). Golden Tulip Hotel. Lasting Impressions: Exhibition of Paintings and Drawings by Kwabena Poku, Kevin Amankwah, Kwamivi Z. Adzraku. 1994
- SVASEK, MARUSKA. Identity and Style in Ghanaian Artistic Discourse.

New York: Berg, 1997.
- KWAMI, ATTA.

L'art du Ghana à l'époque des mouvances contemporaines / Ghanaian art in a time of change.
Paris: Musée Dapper, 2003.
- ACCRA (Ghana). Dei Centre. Nsorama: The Cultural Legacy of Joe Nkrumah. 2009.